# Trolejbusy w Gerze
Trolejbusy w Gerze – zlikwidowany system trolejbusowy w mieście Gera, we wschodniej Turyngii, w Niemczech. Przewoźnikiem były Verkehrsbetriebe der Stadt Gera.

## Historia
2 listopada 1939 r. uruchomiono system trolejbusowy, pierwszy w Turyngii i ósmy w Niemczech. Trasa początkowo prowadziła z dzisiejszego Platz der Republik (wówczas Roßplatz) przez rynek i Leumnitz do koszar Reuß (Dornaer Straße).
Autobusy kursowały na tej trasie już od 1935 r. Początkowo planowano budowę tramwaju; plany te sięgały lat 20. XX wieku. Ze względu na nachylenie dochodzące do 6% na Nicolaiberg, po kilku testach, podjęto decyzję o budowie linii trolejbusowej. W 1956 roku w Leumnitz uruchomiono pętlę pośrednią, która była wykorzystywana przez dodatkowe kursy w godzinach szczytu. W 1964 roku linię przedłużono na zachód do Szpitala Górniczego (Bergarbeiterkrankenhaus, obecnie Waldklinikum).
W 1973 roku pętla w centrum miasta została przeniesiona na Flanzstraße w związku z modernizacją ulic. W następnym roku pętla w Leumnitz została ponownie rozebrana, ponieważ nie odpowiadała potrzebom osiedli rozwijających się w kierunku zachodnim, a nie wschodnim.
14 września 1977 r. linia trolejbusowa została zlikwidowana z powodu problemów związanych z krzyżowaniem trolejbusowych przewodów trakcyjnych z tramwajowymi oraz nieopłacalności utrzymywania infrastruktury i zaplecza technicznego dla jednej linii.